# Do not stand at my grave and weep
Do not stand at my grave and weep is een populair gedicht over de rouw voor een overleden geliefde waarvan er verschillende versies bestaan. Het gedicht wordt vaak toegeschreven aan anonieme of onjuiste bronnen, zoals de Hopi- en Navajo-stammen. Ook Mary Elizabeth Frye (1905–2004), die vaak gekopieerde kopieën van het gedicht uitdeelde met haar naam eraan toegevoegd, beweerde de auteur te zijn. Vermoedelijk werd het echter in 1934 geschreven door Clare Harner (1909-1977), die het de titel Immortality gaf.

## Tekst
Een vroege versie, door anderen afgedrukt op ansichtkaarten:
| Tekst | Letterlijke vertaling |
| --- | --- |
| Do not stand at my grave and weep; I am not there. I do not sleep. I am a thousand winds that blow. I am the diamond glints on snow. I am the sunlight on ripened grain. I am the gentle autumn rain. When you awaken in the morning's hush I am the swift uplifting rush Of quiet birds in circled flight. I am the soft stars that shine at night. Do not stand at my grave and cry; I am not there. I did not die. | Sta niet aan mijn graf, ween niet. Ik ben er niet. Ik slaap niet. Ik ben duizend winden die waaien. Ik ben de diamanten glinstering in de sneeuw. Ik ben het zonlicht op het rijpe graan. Ik ben de zachte herfstregen. Wanneer je ontwaakt in de stilte van de ochtend. ben ik de plotse vlucht omhoog Van stille vogels die vliegen in cirkels. Ik ben de zachte sterren die schijnen in de nacht. Sta niet aan mijn graf, huil niet; Ik ben er niet. Ik ben niet gestorven. |

Haar latere bevestigde versie:
| Tekst | Letterlijke vertaling |
| --- | --- |
| Do not stand at my grave and weep, I am not there, I do not sleep. I am in a thousand winds that blow, I am the softly falling snow. I am the gentle showers of rain, I am the fields of ripening grain. I am in the morning hush, I am in the graceful rush Of beautiful birds in circling flight, I am the starshine of the night. I am in the flowers that bloom, I am in a quiet room. I am in the birds that sing, I am in each lovely thing. Do not stand at my grave and cry, I am not there. I do not die. | Sta niet aan mijn graf en ween Ik ben niet daar, noch ben ik er slapende Ik bevind me in een duizend winden die waaien Ik ben de zacht vallende sneeuw. Ik ben de zacht neervallende regen, Ik ben de velden van rijpend graan. Ik ben de ochtendstilte, Ik ben de gracieuze trek van prachtige vogels in cirkelende vlucht. Ik ben het sterrenlicht in de nacht. Ik ben in de bloemen die bloeien. Ik ben in een stille kamer. Ik ben in de vogels die zingen. Ik ben in elk lieflijk voorwerp. Sta niet aan mijn graf en huil, Ik ben niet daar. Ik ga niet dood. |

## Analyse
Het gedicht opgebouwd uit zes (of soms acht) rijmende strofen. Diverse versies bestaan, maar met het merendeel opgebouwd uit een keur aan beelden die opgeroepen worden voorafgegaan door "I am...", is de strekking grotendeels gelijk. Het gedicht spreekt de lezer/het publiek aan vanuit de stem van een overleden persoon, wat een spiritueel – maar niet specifiek religieus – beeld oproept. Volgens de meest wijdverbreide opvatting was het oorspronkelijk gericht aan een Duitse Jodin, een vriendin van de schrijver die bij haar verbleef in Baltimore. De moeder van het meisje was overleden in haar geboorteland Duitsland waardoor het niet mogelijk was haar tijdens het nazibewind de laatste eer te komen betonen; Frye schreef het gedicht als onderdeel van haar deelneming. De bron van deze opvatting is onbekend. De tekst biedt troost aan de toehoorder en biedt de geruststelling dat de overledene overal aanwezigheid is in de natuur, in zowel bericht als stem, en als zodanig werd het een zeer populair gedicht en een vertrouwde voordracht bij begrafenissen.

## Oorsprong
Er is enige onduidelijkheid wanneer het gaat over de schrijver van het gedicht wanneer het niet om een Frye zou gaan, hoewel zij wel de enige in leven zijnde persoon was om overtuigend aanspraak te maken op het auteurschap. Frye is nagenoeg algemeen aangehaald als de auteur en haar literaire waarde is vrijwel geheel daar op gebaseerd, maar andere bronnen zijn door de jaren aangevoerd, zoals afkomst van oorspronkelijke, inheemse Amerikanen. Vanwege de overeenkomst in stijl is er op gewezen dat het gedicht was beïnvloed door indianenbevolking.

## Andere versies

### Lied van Libera
Robert Prizeman, artistiek leider van de zanggroep Libera, zette het gedicht op muziek. Het gelijknamige lied werd voor het eerst gepubliceerd in 2004 op het album ‘Free’.

### Lied van Man Arai
De Japanse singer-songwriter Man Arai vertaalde het gedicht in het Japans en componeerde het lied '千の風になって' (lett.: "Word als duizend windvlagen"), oorspronkelijk gezongen door Man Arai zelf. Ondanks dat het succes van het album gering was, werd het lied gecoverd door onder anderen de Japanse tenor Akikawa Masafumi. Hij maakte het lied bij het grote publiek bekend na zijn optreden tijdens de 57th NHK Kōhaku Uta Gassen op 31 december 2006. In januari 2007 werd het eerste klassieke muziekstuk in de top van de wekelijkse Oricon-singleshitlijst en het eerste klassieke muziekstuk in de top van de jaarlijkse Oricon-singleshitlijst van 2007.
| Tekst | Letterlijke vertaling |
| --- | --- |
| Watashi no ohaka no mae de Nakanai de kudasai Soko ni watashi wa imasen Nemutte nanka imasen Sen no kaze ni Sen no kaze ni natte Ano ooki na sora wo fukiwatatte imasu Aki ni wa hikari ni natte Hatake ni furisosogu Fuyu wa daiya no you ni Kirameku yuki ni naru Asa wa tori ni natte Anata wo mezamesaseru Yoru wa hoshi ni natte Anata wo mimamoru Watashi no ohaka no mae de Nakanai de kudasai Soko ni watashi wa imasen Shinde nanka imasen Sen no kaze ni Sen no kaze ni natte Ano ooki na sora wo fukiwatatte imasu Sen no kaze ni Sen no kaze ni natte Ano ooki na sora wo fukiwatatte imasu Ano ooki na sora wo Fukiwatatte imasu | Huil niet aan mijn graf. Ik ben daar niet. Ik rust er niet. Tot duizend winden. Ik word tot duizend winden. Ik waai door de grote openlucht. In de herfst word ik het licht dat valt op de akkers. In de winter word ik de als diamant glinsterende sneeuw. In de ochtend word ik de vogels die je ontwaken. ’s Nachts word ik de sterren die over jou waken. Huil niet aan mijn graf. Ik ben daar niet. Er ligt geen dode. Als duizend winden. Als duizend winden Waai ik door de grote openlucht. Als duizend winden. Als duizend winden Waai ik door de grote openlucht. |

### Alicia's Poem
Een vrij omgezette versie, getiteld Alicia's Poem, is beschikbaar als te zoeken item in het MMORPG World of Warcraft, daarmee de speler Dak "Caylee" Krause herdenkend die op 28-jarige leeftijd aan leukemie overleed op 22 augustus 2007.
| Tekst |
| --- |
| Do not stand at my grave and weep, I am not there, I do not sleep. I am in a thousand winds that blow, across Northrend's bright and shining snow. I am the gentle showers of rain, on Westfall's fields of golden grain. I am in the morning hush, of Stranglethorn's jungle, green and lush. I am in the drums loud and grand, the thunderous hooves across Nagrand. I am the stars warmly gleaming, over Darnassus softly dreaming. I am in the birds that sing, I am in each lovely thing. Do not stand at my grave and cry, I am not there. I do not die. |

### Lied van Wilbur Skeels
Wilbur Skeels zette in 1996 Fryes gedicht om in een lied dat begint en eindigt met de oorspronkelijke twee regels, maar paste het middendeel aan. Mary Fryes oorspronkelijke teksten behoren tot het publieke domein, maar die van Wilbur Skeels zijn met copyright beschermd.